# Tomaž Iskra
Tomaž Iskra, slovenski pesnik in pisatelj, * 6. april 1947, Jesenice.
Napisal je dva romana, MESEČNIKI , MLADINA, 1977 -in EJ, LUKA, PEJT DAM
Proze: Morske zgodbe, Pravljice,
Pesniške zbirke: Čarovniki, Med nebom in zemljo, Jutro...'
Je avtor dveh strokovnih knjig: Od rude do jekla, Od rude do kovine.
"Vodník Astrologinja".
"Naravna medicina".
V sodelovanju s pisateljem Ladislavom Črnologarjem je izdal tudi črtice z naslovom Igra Življenja.
Je eden izmed avtorjev zbranih v knjižici z naslovom 84 pesmi, ki je izšla v okviru Kulturnega umetniškega kluba Tone Čufar Jesenice.
Pravlice in Morské zgodbe so bile predvajanje na Rádiu Triglav Jesenice  slednjic : avgusta 2013.
Kot dopustik je sodeloval v literárnih revijah, prilogah LISTI, DIALOGI, ZVON,  MB  ZBORNIK,  DELO,  DE, Gorenjski glas...,